# Underground Kingz
Underground Kingz – piąty studyjny album amerykańskiego duetu hip-hopowego UGK. Ukazał się 7 sierpnia 2007.

## Lista utworów
Opracowano na podstawie źródła.
CD1
| #  | Tytuł                               | Gościnnie                         | Producent                         | Czas | Sample                                                    |
| -- | ----------------------------------- | --------------------------------- | --------------------------------- | ---- | --------------------------------------------------------- |
| 1  | "Swishas And Dosha"                 |                                   | Below                             | 5:11 | - Stephen J. Rideau - From Step to You"                   |
| 2  | "Int'l Players Anthem (I Choose U)" | OutKast                           | DJ Paul & Juicy J                 | 4:19 | - Willie Hutch - "I Choose You"                           |
| 3  | "Chrome Plated Woman"               |                                   | Pimp C                            | 4:17 | - Allen Toussaint - "Hercules"                            |
| 4  | "Life Is 2009"                      | Too $hort                         | Scarface                          | 4:07 | - Too $hort - "Life is... Too Short"                      |
| 5  | "The Game Belongs To Me"            |                                   | AVEREXX                           | 5:14 |                                                           |
| 6  | "Like That (Remix)"                 |                                   | Below                             | 3:50 |                                                           |
| 7  | "Gravy"                             |                                   | AVEREXX                           | 4:57 |                                                           |
| 8  | "Underground Kingz"                 |                                   | Pimp C                            | 4:33 |                                                           |
| 9  | "Grind Hard"                        | Young T.O.E., DJ B-Do             | DJ B-Do                           | 4:03 | - UGK - "Cocaine In The Back Of The Ride"                 |
| 10 | "Take tha Hood Back"                | Slim Thug, Vicious, Middle Fingaz | The Runners                       | 5:36 |                                                           |
| 11 | "Quit Hatin' the South"             | Charlie Wilson, Willie D          | Pimp C                            | 6:06 | - Benny Latimore - "Let's Straighten It Out"              |
| 12 | "Heaven"                            |                                   | Pimp C                            | 4:20 |                                                           |
| 13 | "Trill Niggas Don't Die"            | Z-Ro                              | John Bido, Yung Fyngas, Joe Traxx | 4:27 | - Nick Zesses & Dino Fekaris - "I Just Want to Celebrate" |

CD2
| #  | Tytuł                                                     | Gościnnie                    | Producent             | Czas | Sample                                                      |
| -- | --------------------------------------------------------- | ---------------------------- | --------------------- | ---- | ----------------------------------------------------------- |
| 1  | "How Long Can It Last"                                    | Charlie Wilson               | Pimp C                | 6:47 | - One Way - "Something in the Past"                         |
| 2  | "Still Ridin' Dirty"                                      | Scarface                     | Scarface              | 5:19 | - Scarface - "The Fix"                                      |
| 3  | "Stop-N-Go"                                               | Jazze Pha                    | Jazze Pha             | 3:54 | - Allen Toussaint - "Hercules"                              |
| 4  | "Cocaine"                                                 | Rick Ross                    | The Blackout Movement | 4:50 |                                                             |
| 5  | "Two Type of Bitches"                                     | Dizzee Rascal, Pimpin’ Ken   | MoMo                  | 4:56 | - Gladys Knight & the Pips - "Daddy Could Swear, I Declare" |
| 6  | "Real Women"                                              | Talib Kweli, Raheem DeVaughn | Pimp C                | 4:32 | - Earth, Wind & Fire - "Can't Hide Love"                    |
| 7  | "Candy"                                                   |                              | Scarface              | 3:30 | - Lonnie Liston Smith - "Bridge Thru Time"                  |
| 8  | "Tell Me How Ya Feel"                                     |                              | Jazze Pha             | 4:25 |                                                             |
| 9  | "Shattered Dreams"                                        |                              | Pimp C                | 5:14 | - Raydio - "Goin' Thru School and Love"                     |
| 10 | "Like That"                                               |                              | Lil Jon               | 2:47 |                                                             |
| 11 | "Next Up"                                                 | Big Daddy Kane, Kool G Rap   | Marley Marl           | 3:03 | - Juice Crew - "The Symphony"                               |
| 12 | "Living This Life"                                        |                              | N.O. Joe              | 5:07 | - Goodie Mob - "Free" Al Green - "Free at Last"             |
| 13 | "Outro"                                                   |                              | Cory Mo               | 0:49 |                                                             |
| 14 | "Int'l Players Anthem (I Choose You) (Chopped & Screwed)" | Three 6 Mafia                | DJ Paul & Juicy J     | 5:31 | - Willie Hutch - "I Choose You"                             |
| 15 | "Int'l Players Anthem (I Choose You)"                     | Three 6 Mafia                | DJ Paul & Juicy J     | 3:20 | - Willie Hutch - "I Choose You"                             |
| 16 | "Hit the Block"                                           | T.I.                         | Swizz Beatz           | 3:58 | - The Notorious B.I.G. - "Spit Your Game (Remix)"           |